# IMAX

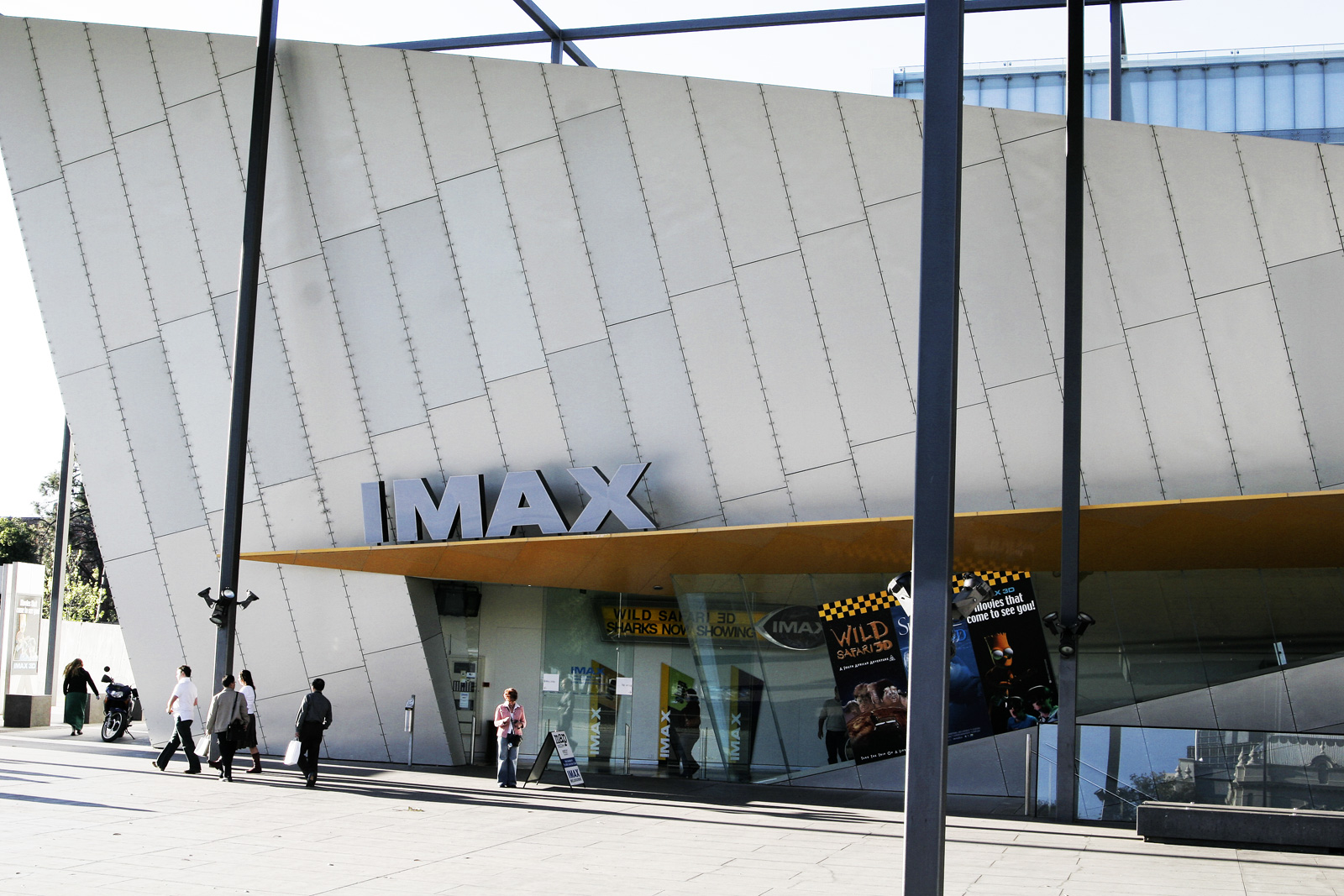
A Melbourne-i IMAX mozi

Az IMAX (az Image Maximum rövidítése, ami magyarul nagyjából annyit tesz, hogy maximális képhatás) a kanadai IMAX Corporation cég által kifejlesztett filmformátum, amely a hagyományosnál sokkal nagyobb méretű és felbontású képek vetítésére szolgál. A szabványos IMAX vetítővászon 22 méter széles és 16 méter magas, de lehet ennél nagyobb is (30 m). Napjainkban az IMAX a legelterjedtebb[forrás?] a nagyméretű filmformátumok között.

## Története
Az IMAX formátumot négy kanadai, Graeme Ferguson, Roman Kroitor, Robert Kerr és William C. Shaw tervezte. Első kísérletük az 1967-es világkiállításon bemutatott többprojektoros rendszer volt, ám a vele kapcsolatos technikai nehézségek miatt egyszerűsítették a rendszert, és az 1970-es világkiállításra elkészítették az egyprojektoros IMAX változatot. 1971-ben Torontóban átadták az első állandó jellegű IMAX rendszert.

## Technikai specifikációk
- 70 × 48,5 mm filmméret

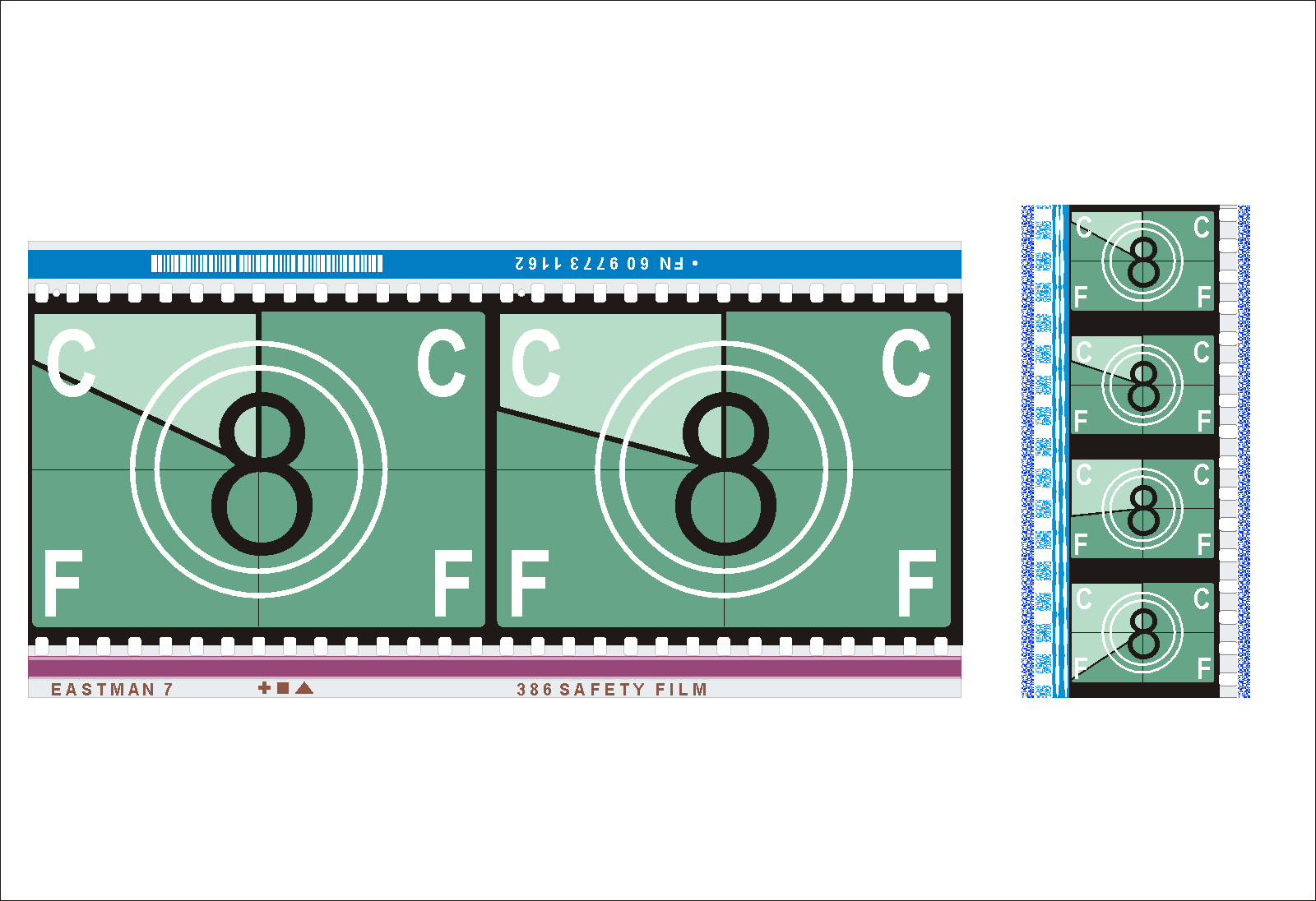
Az IMAX féle 70 mm-es és a hagyományos 35 mm-es film arányainak összehasonlítása

- vízszintes képtovábbítás (jobbról balra)
- 24 kép másodpercenként
- 1,43:1 képarány

A standard IMAX rendszer mellett két más változat és létezik: az IMAX Dome-ot (korábbi nevén OMNIMAX-ot) egy kupolára vetítik, így a nézőt teljesen körbeveszi a film; az IMAX 3D filmeket pedig két, a két emberi szemnek megfelelően elhelyezkedő kamerával veszik fel, majd a két filmet egymásra merőleges polarizációval ugyanarra a vászonra vetítik; a néző egy speciális, polárszűrős szemüveget visel, ami révén a két szem mindegyike csak a neki megfelelő filmet látja, így a film három dimenziós benyomást kelt.

## IMAX mozik
Magyarországon, több más európai országhoz hasonlóan, a Cinema City Internationalnek kizárólagos joga van az IMAX mozik üzemeltetésére. Az első magyar IMAX mozi 2007 őszén nyílt volna meg a budapesti Arena Plazában, azonban meg nem nevezett okok miatt csak 2008. január 17-én adták át.

## Digitalizálás és fejlesztés
A magyarországi IMAX mozi digitalizálása 2011-ben történt meg
Azóta 2 nagyobb fejlesztés említhető a moziterem kapcsán: 2017-ben lecserélték a vetítővásznat, szintén ebben az évben pedig új mozis székeket kapott a terem. 
A legközelebbi külföldi IMAX filmszínház Pozsonyban található.

## Jelentősebb IMAX filmek
- Tiger Child (1970)
- Garden Isle (1973)
- To Fly! (1976)
- Hail Columbia! (1982)
- Grand Canyon: The Hidden Secrets (1984)
- The Dream is Alive (1985)
- Niagara: Miracles, Myths and Magic (1986)
- Rolling Stones To The Max (1991)
- A nagy mélység titkai (1994)
- The Wings of courage (1995)
- T-Rex: Vissza a krétakorba (1998)
- The Old Man and the Sea (1999) – Oscar-díjas (72. Oscar-gála)
- A csodálatos Galápagos 3D (1999)
- Dolphins (2000) – Oscar-díj jelölt (73. Oscar-gála)
- Shackleton's Antarctic Adventure (2001)
- Űrállomás 3D (2002)
- NASCAR 3D: The IMAX Experience (2004)
- Szafari 3D - a Dél-Afrikai kaland (2005)
- Roving Mars (2006)
- U2 3D (2007)
- A sötét lovag (2008)
- Godzilla 3D to the MAX (2009, utómunkálatok alatt)
- Harry Potter és a Félvér Herceg (2009)
- Transformers: A bukottak bosszúja (2009) (imax-jelenetek)
- Avatar (2009)
- Toy Story 3 (2010)
- Tron: Örökség 3D (2010)
- Thor IMAX 3D
- Harry Potter és a Halál Ereklyéi 2. (2011)
- Éjsötét árnyék (2012)
- A sötét lovag: felemelkedés (2012)
- A Hobbit: Váratlan utazás (2012)
- Gravitáció (2013)
- Csillagok között (2014)
- Terminator Genisys (2015)
- Jurassic World (2015)
- Csillagok háborúja VII: Az ébredő Erő (2015)
- A dzsungel könyve (2016)
- Legendás állatok és megfigyelésük (2016)
- Tenet (2020)
- Dűne (2021)
- Avatarː A víz útja (2022)
- Oppenheimer (2023)[5]

## Külső hivatkozások
- Az IMAX honlapja
- Az IMAX.lap.hu